# Machar di Aberdeen
Machar di Aberdeen (fl. VI-VII secolo) è stato un missionario e vescovo irlandese.
Le poche notizie sulla sua vita sono tratte dal Breviario di Aberdeen: di origine irlandese, fu missionario, accompagnatore di San Colombano in Scozia, vescovo sull'isola di Mull della quale è ritenuto l'evangelizzatore. Fu nominato, in tarda età, arcivescovo di Tours, in Francia, da papa Gregorio Magno. La tradizione vuole che l'acqua del pozzo di San Machar fosse un tempo utilizzata per i battesimi officiati nella cattedrale. Esiste, nella biblioteca universitaria di Cambridge, una “Vita” del santo redatta nel XIV secolo.